# Wilsonville (Illinois)
Wilsonville es una villa ubicada en el condado de Macoupin en el estado estadounidense de Illinois. En el Censo de 2010 tenía una población de 586 habitantes y una densidad poblacional de 230,4 personas por km².

## Geografía
Wilsonville se encuentra ubicada en las coordenadas 39°4′8″N 89°51′18″O / 39.06889, -89.85500. Según la Oficina del Censo de los Estados Unidos, Wilsonville tiene una superficie total de 2.54 km², de la cual 2.48 km² corresponden a tierra firme y (2.65%) 0.07 km² es agua.

## Demografía
Según el censo de 2010, había 586 personas residiendo en Wilsonville. La densidad de población era de 230,4 hab./km². De los 586 habitantes, Wilsonville estaba compuesto por el 98.29% blancos, el 0.17% eran afroamericanos, el 0.17% eran amerindios, el 0.34% eran asiáticos, el 0% eran isleños del Pacífico, el 0% eran de otras razas y el 1.02% pertenecían a dos o más razas. Del total de la población el 0.85% eran hispanos o latinos de cualquier raza.